# Interceptor (бронежилет)

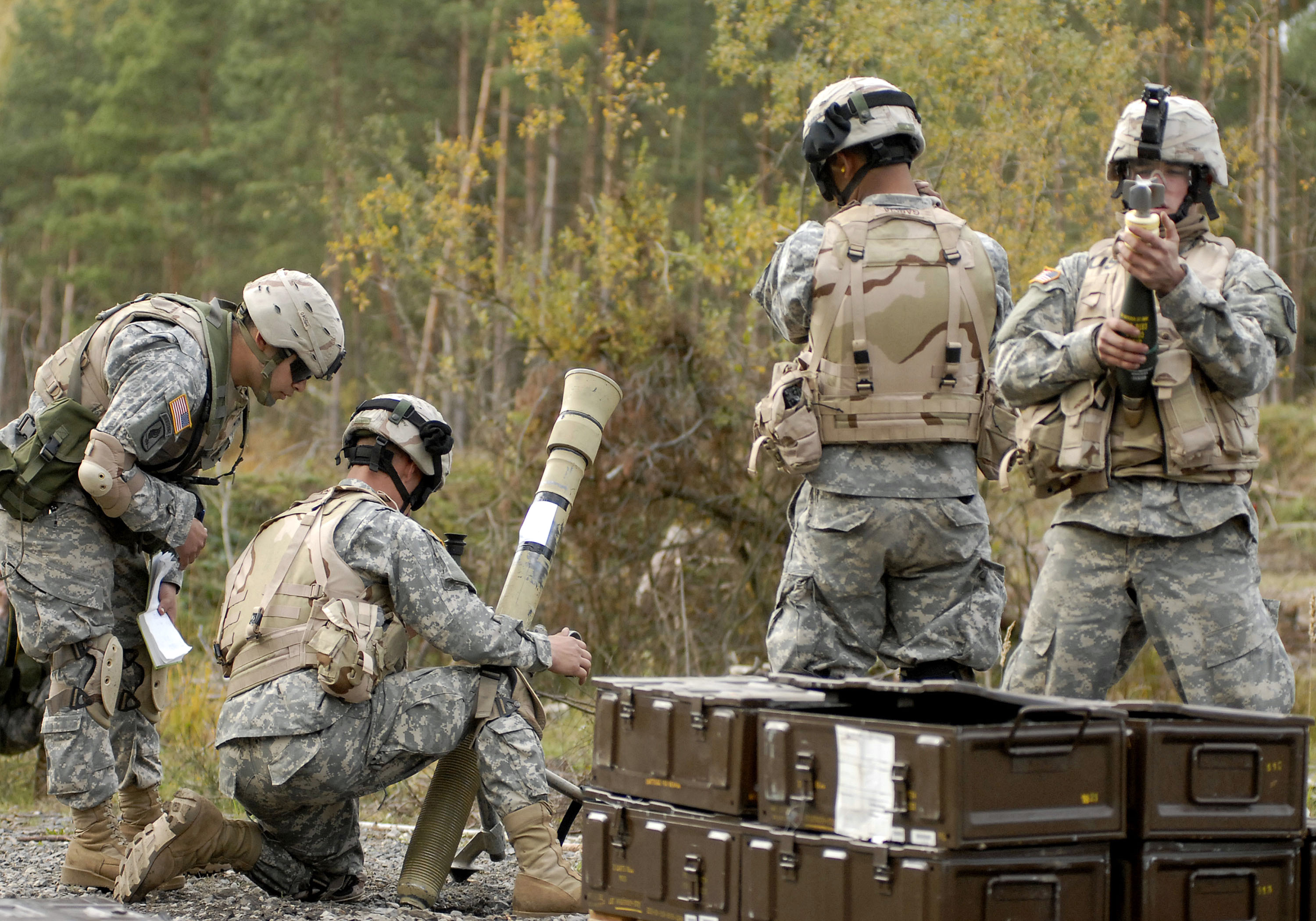
Расчёт 81-мм миномёта СВ США в бронежилетах IBA в окраске DCU (desert camouflage), 2006 год.

Interceptor (англ. Interceptor Multi-Threat Body Armor System) — противопульный бронежилет для защиты от различных средств поражения, широко используемый вооружёнными силами США на протяжении 2000-х годов, при ограниченном использовании в 2010-х годах. Заменил собой ранее стандартизованный противоосколочный БЗК в составе: бронежилет плюс бронешлем PASGT, принятый на снабжение в начале 1980-х. Основным подрядчиком Минобороны США по серийному выпуску бронежилета Interceptor является компания Point Blank Body Armor.
БЖ Interceptor состоит из тканевого жилета-чехла Outer Tactical Vest (OTV), конструктивно выполненного со спинным и грудным «карманами», и двух защитных керамико-композитных противопульных вставок SAPI или ESAPI (англ. Small Arms Protective Insert). Собственно жилет Outer Tactical Vest является противоосколочным, его тканевая защитная часть изготовлена из многослойных пакетов арамидной ткани типа «кевлар КМ2» мелкого переплетения.
Противопульная стойкость бронежилета Interceptor определяется стойкостью используемых защитных вставок SAPI и усовершенствованных ESAPI.

## История
Разработка бронежилета началась во второй половине 1990-х годов, первые образцы были представлены в 1998 году, серийное производство бронежилетов началось в 1999 году, на снабжение сухопутных войск и морской пехоты США бронежилеты Interceptor начали поступать в конце 1999 года.
По состоянию на середину февраля 2003 года, в корпусе морской пехоты США имелось 181 596 шт. БЖ Interceptor и 184 047 комплектов пластин-вставок SAPI для бронежилетов этого типа. После начала войны в Ираке министерство обороны США разместило дополнительные заказы на бронежилеты OTV для вооружённых сил США.
В середине 2004 года на вооружение сухопутных войск и корпуса морской пехоты США был принят комплект «Dubbed Deltoid and Axillary Protection» (представляющий собой наплечники для бронежилета OTV), первая партия выпущенных наплечников была направлена военнослужащим контингента США в Ираке.
10 мая 2006 года министерство обороны США объявило о начале исследований по созданию новой системы индивидуальной броневой защиты (Next Generation Body Armor System), предназначенной для замены OTV.
В дальнейшем, для сухопутных войск и морской пехоты США была разработана новая модификация бронежилета: «OTV-extra», дополненная элементами защиты плеч, торса и нижних конечностей.
По состоянию на начало 2014 года комплекс Interceptor используется военнослужащими США в двух основных вариантах, в виде базового жилета OTV совместно с защитными бронеэлементами SAPI или ESAPI, и более нового бронежилета IOTV совместно с бронеэлементами ESAPI.
В рамках пакета военных расходов 87 млрд долларов, одобренных президентом США Джорджем Бушем на текущие операции в Афганистане и Ираке 300 миллионов долларов было выделено на закупку бронежилетов. Стоимость системы IBA составляет 1585 долл.. Стоимость одной композитной броневставки жилета IBA составляет около 500 долл.

## Описание

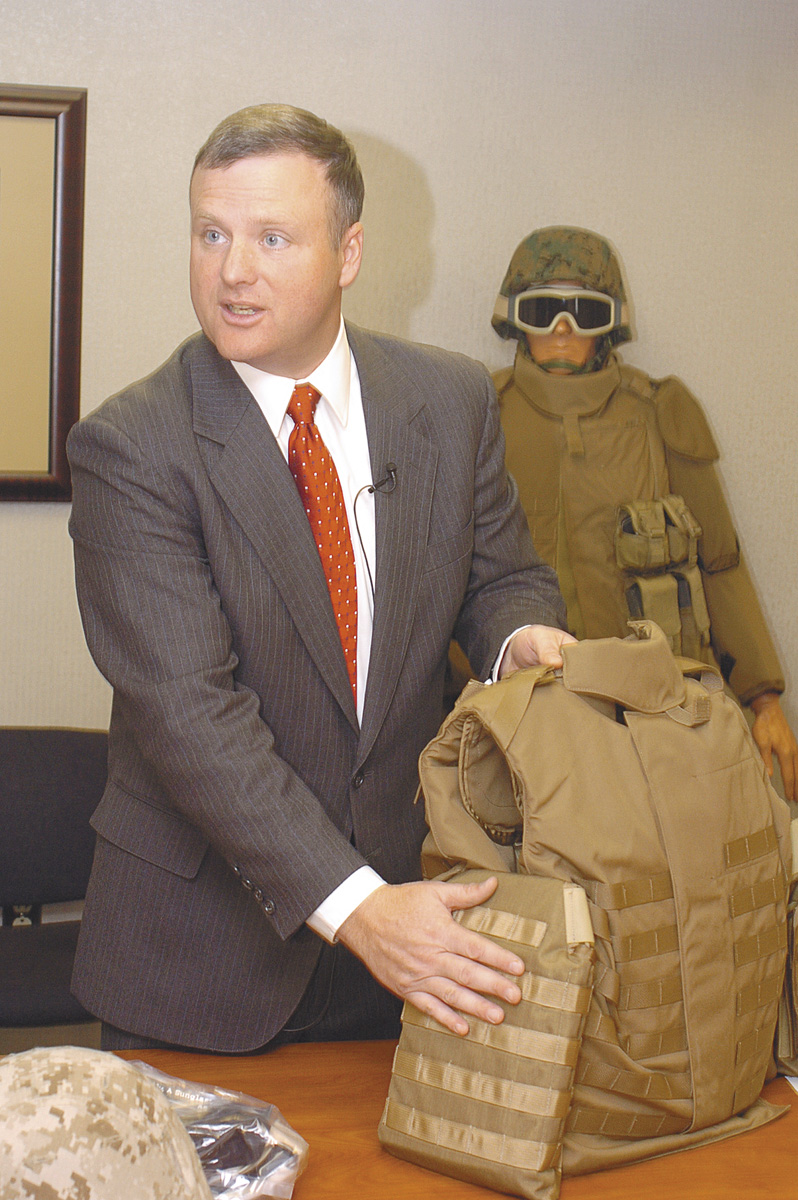
Отставной подполковник КМП США демонстрирует бронежилет Interceptor с дополнительными боковыми бронеэлементами side-SAPI и шейным протектором, 2005 год. На заднем плане манекен в полном защитном бронекомплекте КМП США.

OTV представляет собой базовый жилет, защиту в котором обеспечивают пакеты из арамидной ткани, защищающие от осколков боеприпасов и 9-мм пуль короткоствольного оружия. В чехле OTV имеются два кармана для установки керамических броневставок SAPI или ESAPI, которые обеспечивают защиту от 7,62-мм автоматных и винтовочных пуль.
Конструктивно бронежилет состоит из трёх частей — одной спинной и двух грудных, соединённых между собой в области плечевых и боковых соединений. В отличие от большинства бронежилетов, надеваемых через голову, OTV надевается наподобие куртки и застёгивается по центру.
Тканевый чехол бронежилета разработан на основе разгрузочного жилета FLC-II.
Внешняя поверхность тканевого чехла бронежилета укреплена вшитой стропой PALS, изготовленной из нейлона — в виде горизонтально расположенных полос шириной 2,54 см, которая предназначена для крепления подсумков или иных элементов снаряжения.
Масса первых образцов бронежилета Interceptor (Interceptor Body Armor System) составляла 7,4 кг, из которых 3,8 кг приходилось на собственно жилет, и 3,6 кг — на две противопульные вставки SAPI массой по 1,8 кг, и по этому показателю Interceptor был легче противопульного БЖ «Рейнджер» (англ. Ranger Body Armor), поставленного силам специального назначения США в Сомали и на Балканах. Масса последнего составляла 11,4 кг.

### Дополнительные элементы защиты
К 2004 году (война в Ираке) выявилась настоятельная необходимость повышения защитных свойств бронежилета как в направлении увеличения противопульной и противоосколочной стойкости, так и в направлении увеличения площади защиты. Были разработаны броневставки E-SAPI, рассчитанные на защиту от 7,62-мм бронебойных пуль, улучшена противоосколочная защита периферийных областей БЖ, добавлены чехлы для боковых противопульных вставок ESBI. Начало поставок новых вставок E-SAPI подразделениям ВС, развёрнутых в Ираке и Афганистане, март 2005 года. В результате масса всего комплекта в составе Interceptor body armor, E-SAPI пластин-вставок (4,95 кг), боковых вставок ESBI (3,50 кг), DAPS (2,28 кг), а также дополнительной противоосколочной защитой шеи, горла, пахового щитка возросла приблизительно вдвое и суммарно составила 15 кг.

## На вооружении
- США
- Украина — в апреле 2014 года правительство США приняло решение о оказании «невоенной помощи» вооружённым силам Украины (включая поставки бронежилетов)[7][8]; в период до начала июня 2014 из США было получено 2000 бронежилетов Interceptor body armor[9].